# St.-Harlandis-und-Relindis-Kapelle

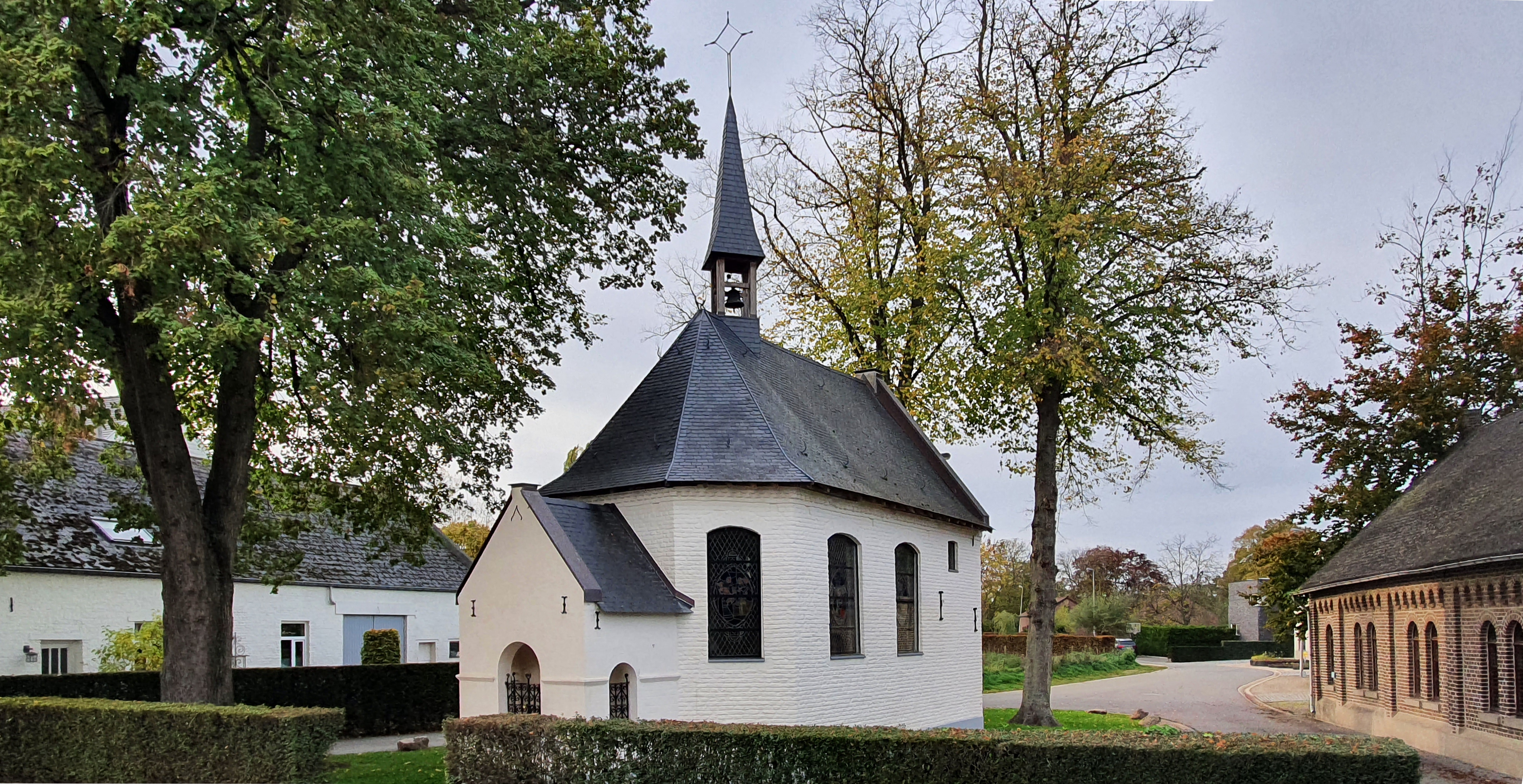
Kapelle mit dem Willibrordusput am Chor der Kapelle

Die St.-Harlindis-und-Relindis-Kapelle (niederländisch Sint-Harlindis en Relindiskapel) ist eine römisch-katholische Kapelle in Aldeneik, einem Ortsteil von Maaseik in der Provinz Limburg in der Region Flandern in Belgien.
Die Kapelle liegt am Willibrordusweg.
Seit dem 8. Dezember 2000 ist die Kapelle ein geschütztes Denkmal (niederländisch beschermd monument) und gehört zu einer geschützten Stadt- oder Dorfansicht (niederländisch beschermd stads- of dorpsgezicht)
Seit dem 1. Februar 2018 ist die Kapelle als etabliertes architektonisches Erbe (niederländisch vastgesteld bouwkundig erfgoed) gekennzeichnet.

## Geschichte

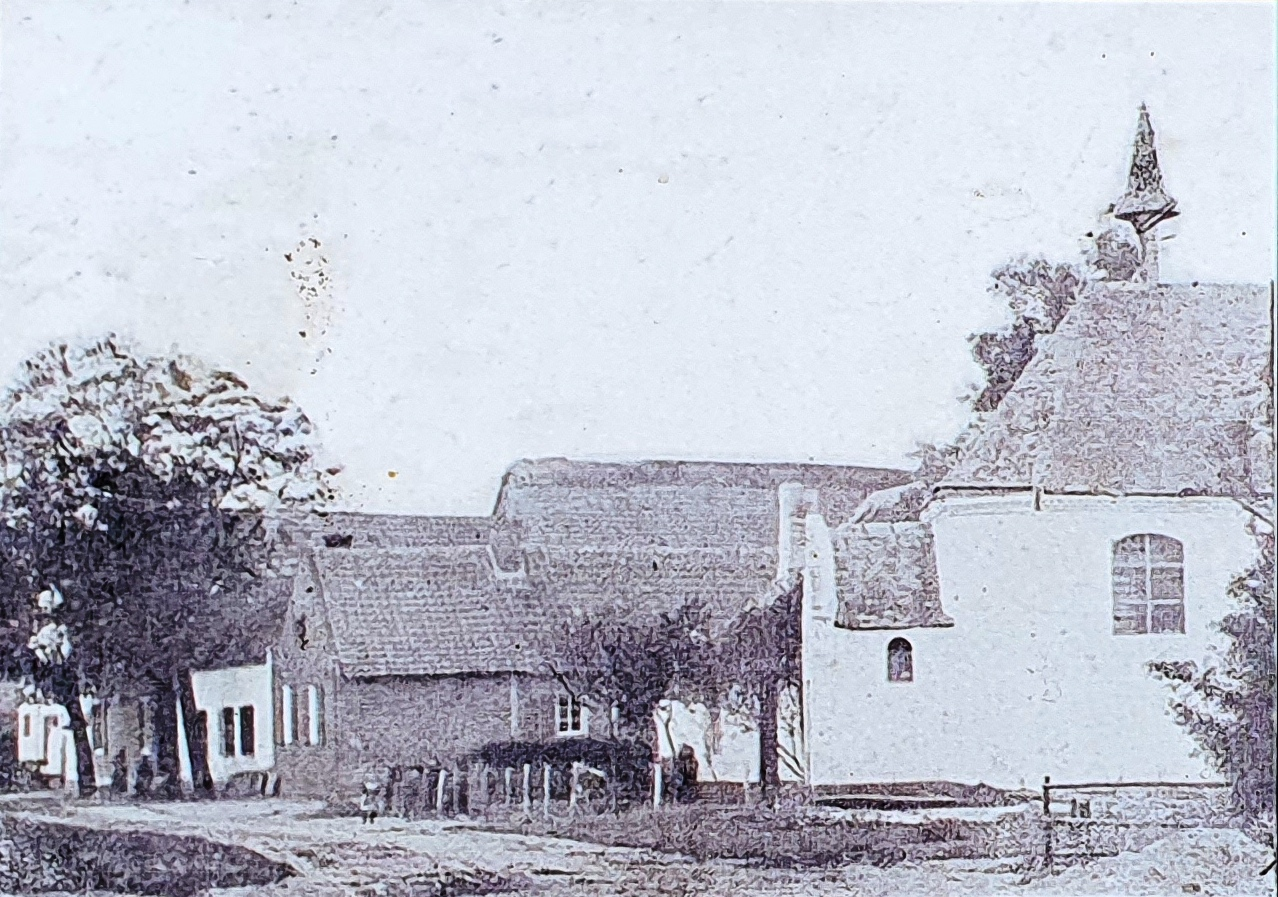
Ansicht ca. 1900
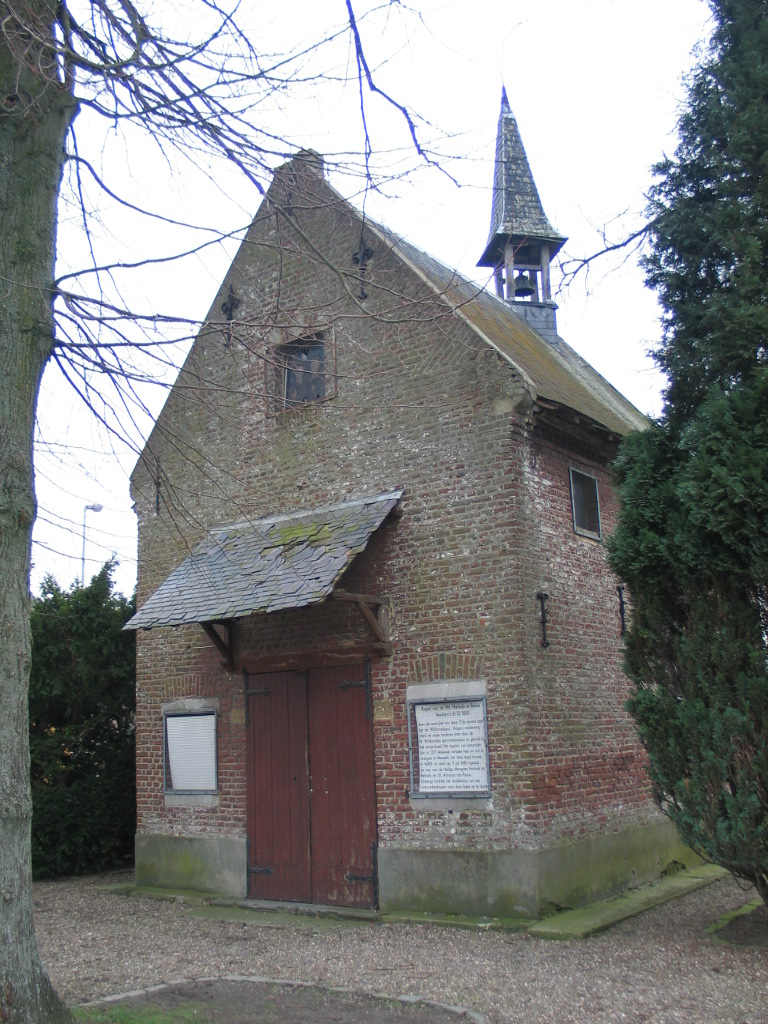
ca. 2007
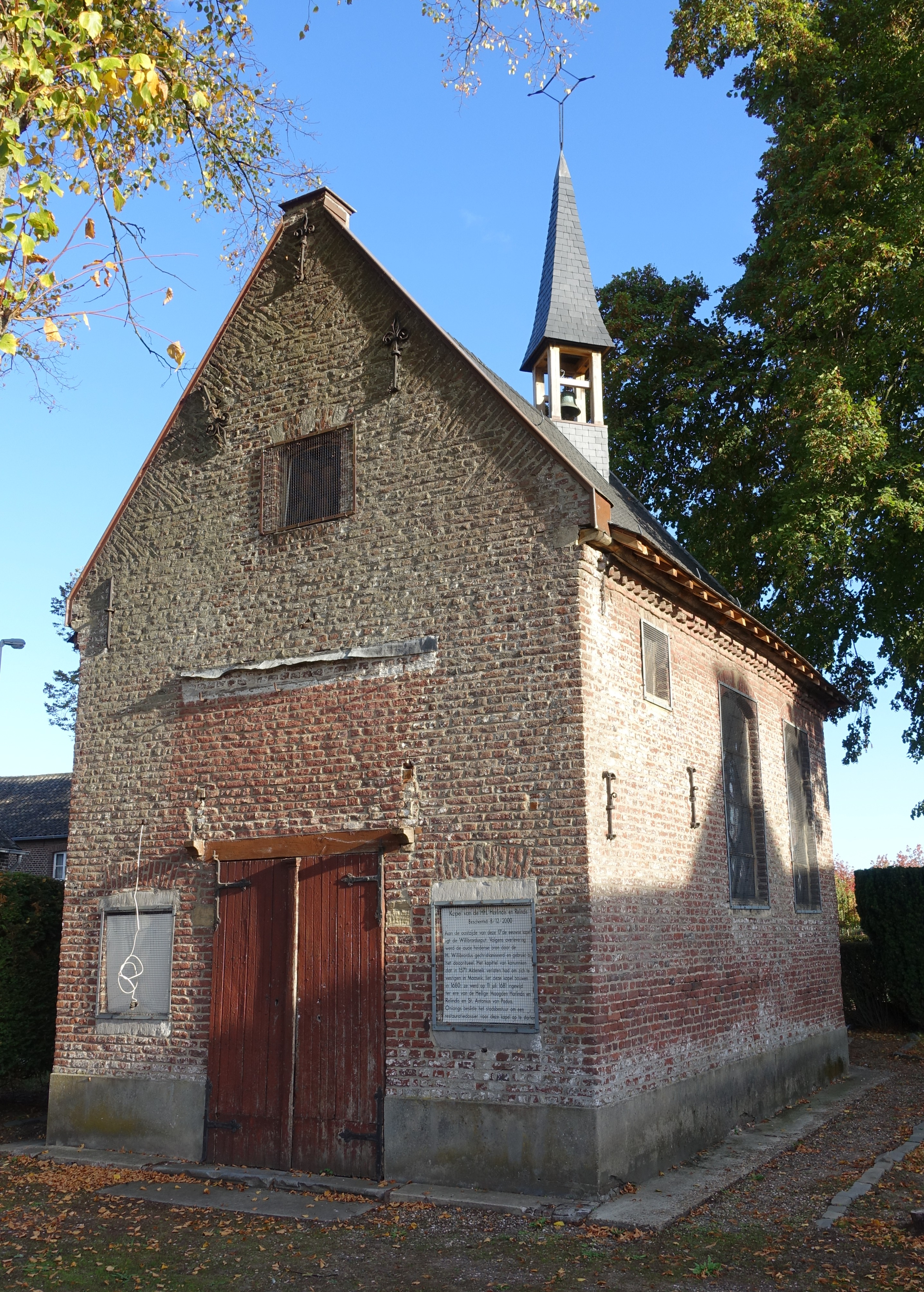
ca. 2018
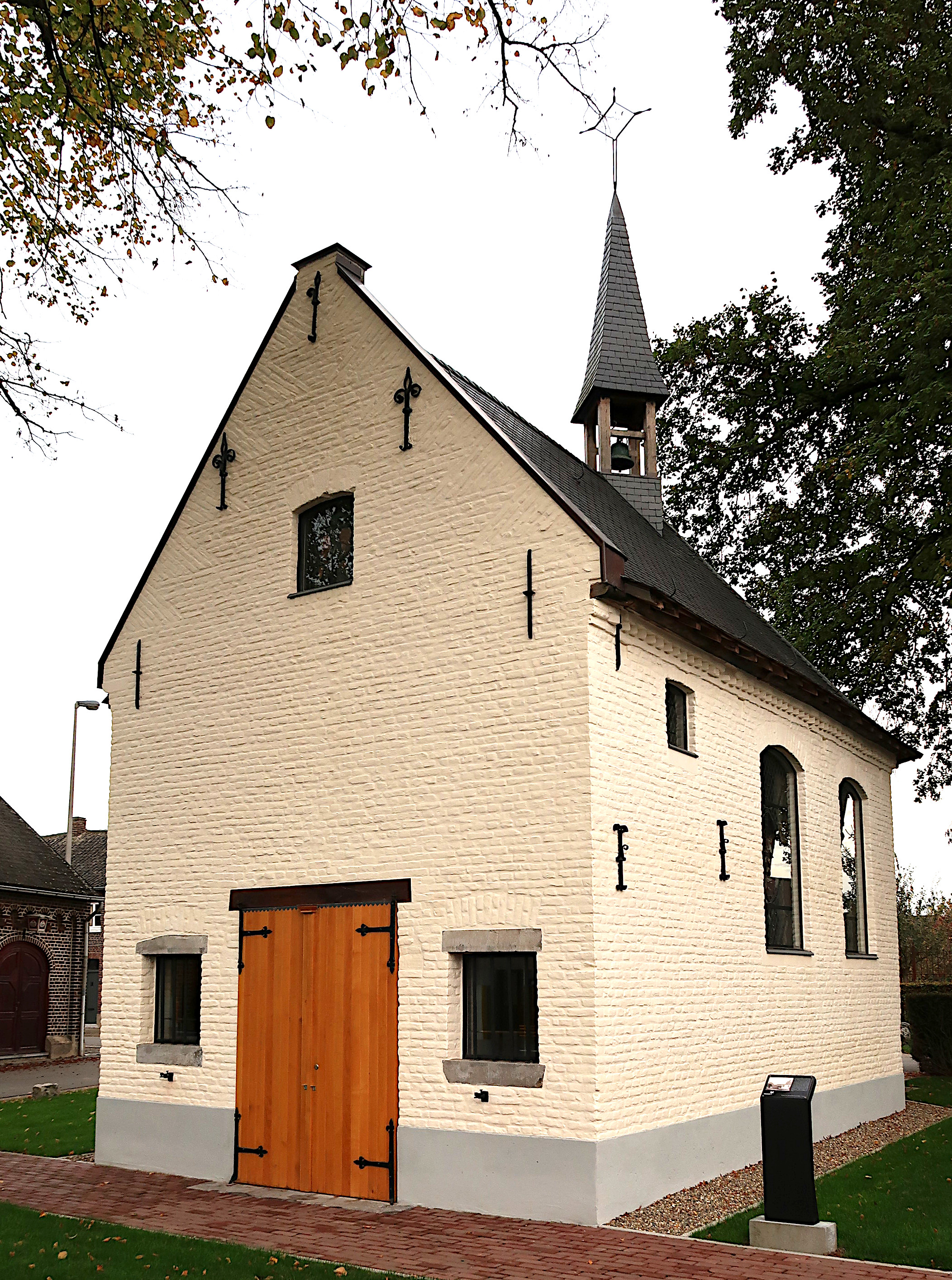
Oktober 2022

Um 1680 wurde die Kapelle neben einem Brunnen, der auch als Taufbecken gedient haben soll, errichtet. Der Brunnen spielte der Überlieferung nach bei der Christianisierung der Gegend durch den heiligen Willibrord eine Rolle und hat möglicherweise einen heidnischen Ursprung.
Der Brunnen wurde im 19. Jahrhundert mit einem offenen Brunnenhaus überbaut.
Früher hing hier eine Tafel mit der Inschrift: „Willibrordusput; In de 7e eeuw bouwde de H. Willibrordus een doopvont op de plaats van de oude Wodanbron“ (deutsch „Willibrordusput; Im 7. Jahrhundert baute der heilige Willibrord ein Taufbecken an der Stelle des alten Wodan-Brunnens“).
Schutzpatrone der Kapelle sind die heiligen Schwestern Harlindis und Relindis sowie Antonius von Padua.
Die Kapelle wurde am 11. Juni 1681 von Johannes Antonius Blavier, Weihbischof von Lüttich, geweiht.
Im Jahr 2017 mussten dringende Wartungsarbeiten durchgeführt und das Dach erneuert werden. In den folgenden Jahren erfolgte die komplette Restaurierung des Innen- und Außenbereichs.

## Beschreibung
Die Kapelle hat drei Joche. Der Grundriss ist rechteckig, der Chorabschluss dreiseitig. Die Außenwände bestehen aus Backsteinen und sind wieder mit einer weißen Lehmschicht bedeckt; sie haben mehrere Maueranker. 
Die Frontseite (Westfassade) hat eine zweiflügelige Eingangstür, rechts und links davon zwei kleinere Fenster, sie stellten die Kreuzigung Christi und Maria mit Kind dar; sie sind heute verschwunden. Über dem Eingang das kleinste Fenster stellt Petrus (mit Schlüssel und Kreuz) und Paulus (mit Schwert) dar.
Insgesamt sechs größere Fenster hat die Kapelle: je zwei in den beiden Seiten und zwei im Chor. Sie stellen wichtige Ereignisse oder Legenden aus dem Leben der beiden Schwestern dar. 
Auf dem Dach ist ein Dachreiter mit einer kleinen Glocke.
Direkt hinter dem Eingang links führt eine Holztreppe auf eine kleine Empore, die über die gesamte Breite der Kapelle geht.
Das Innere ist weiß verputzt. Das Tonnengewölbe ist mit Stuck aus dem 18. Jahrhundert verziert und stellt die Unbefleckte Jungfrau Maria dar, die auf einer Mondsichel steht (Maria Immaculata). Vorn an der Decke vom Chor sind Harlindis und Relindis dargestellt, jeweils mit einem Krummstab.
Um die Kapelle herum stehen alte Lindenbäume.

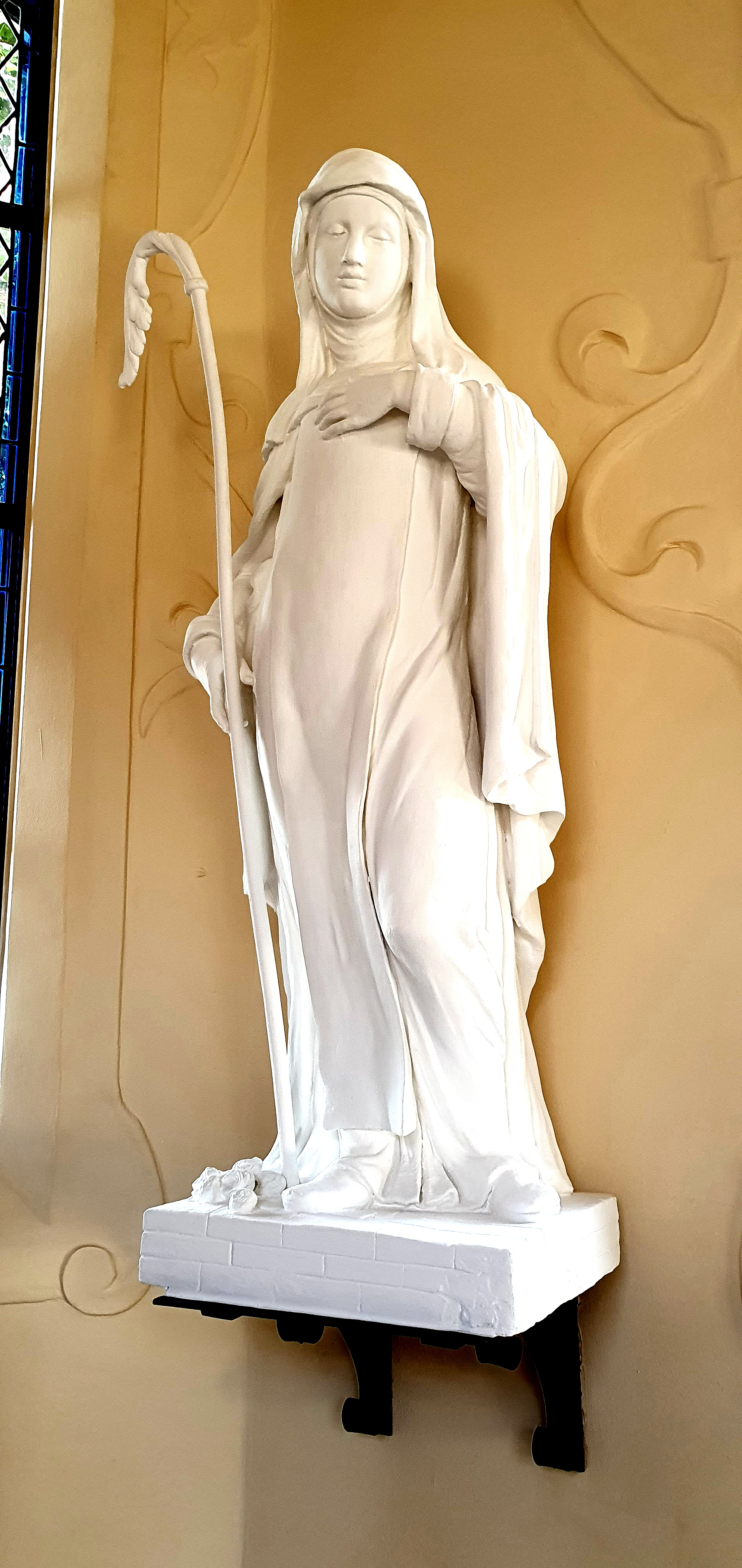
Relindis

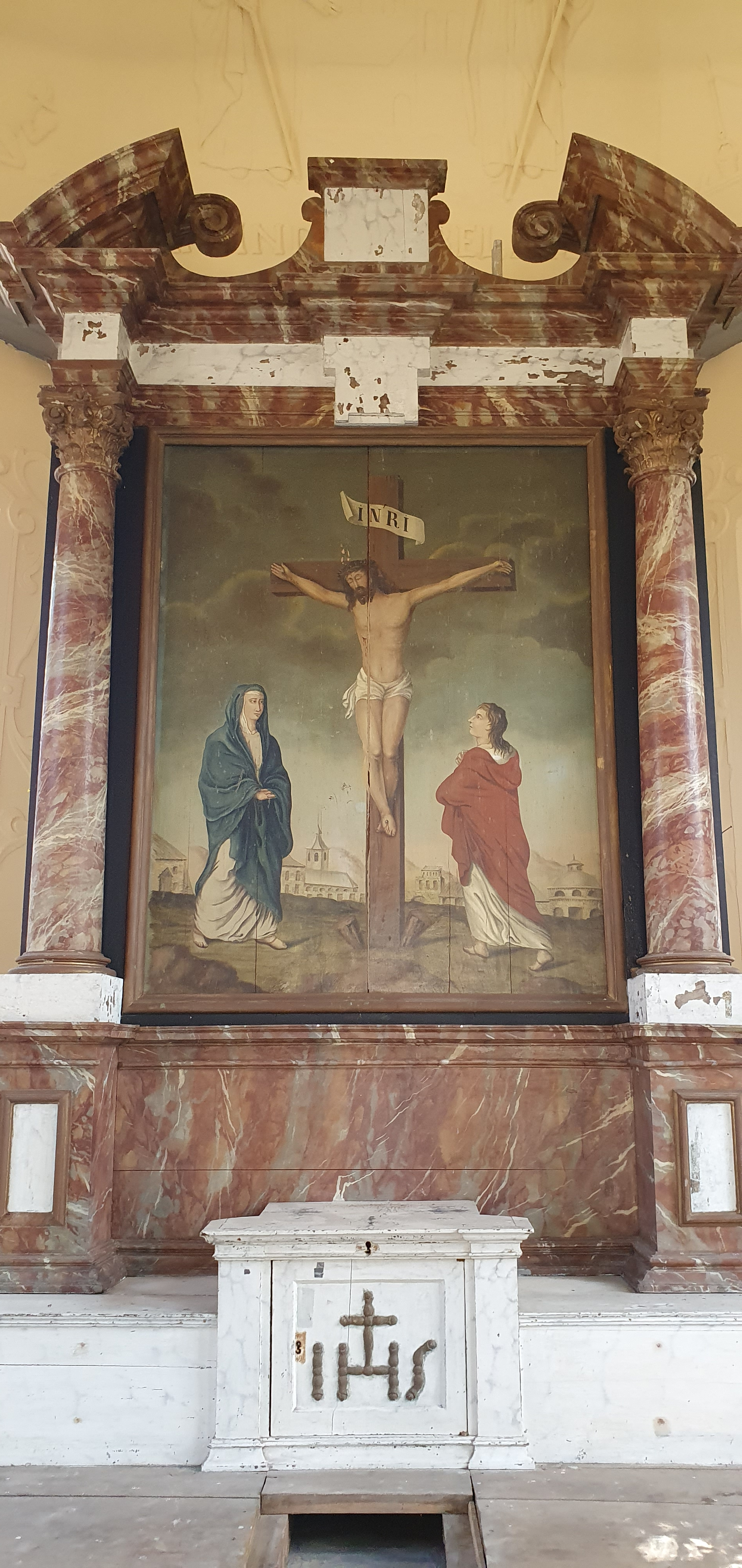
Altar

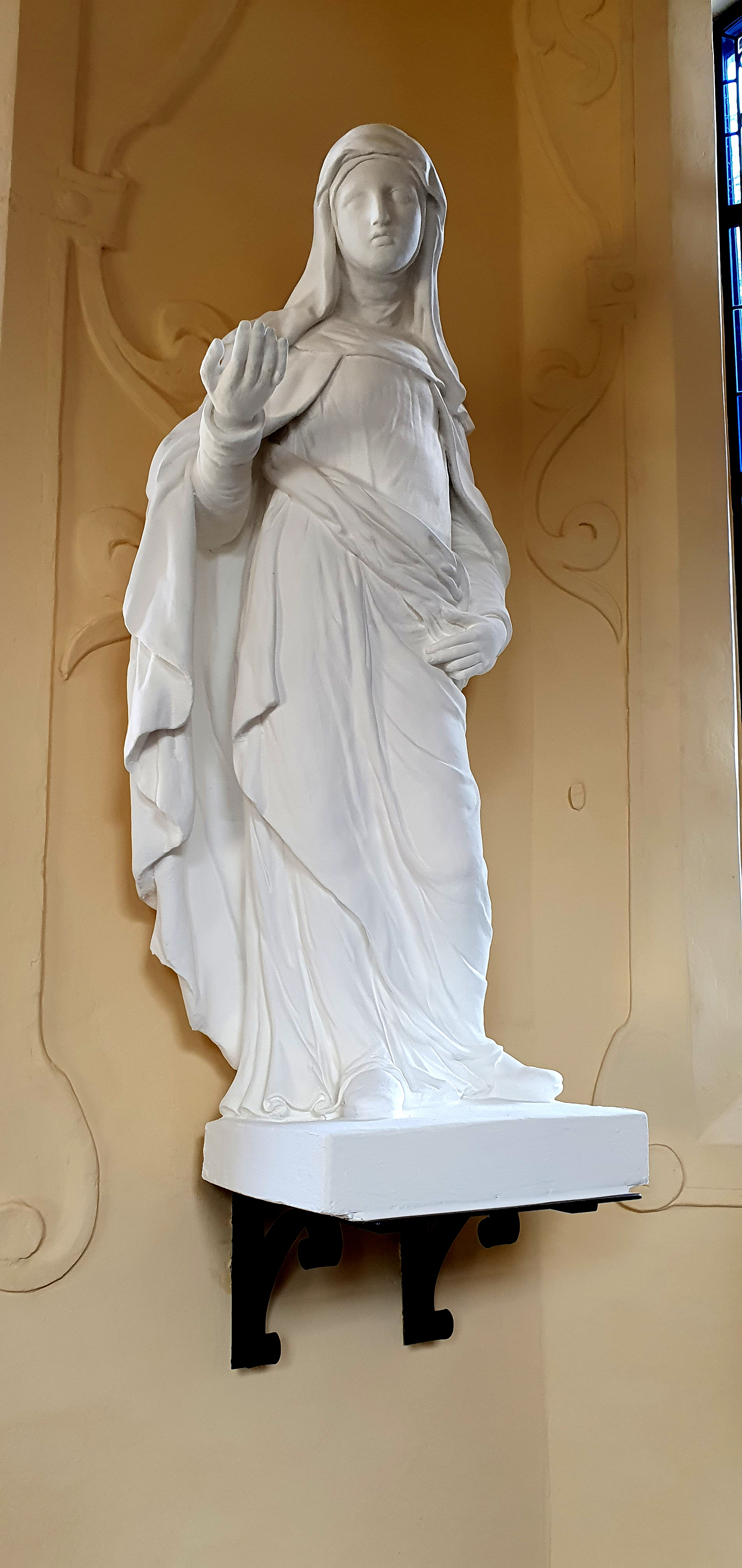
Harlindis

## Ausstattung
Im Chor steht ein Altar aus marmoriertem Holz aus dem 18. Jahrhundert mit einem Gemälde der Kalvarienbergszene, dem gekreuzigten Jesus mit seiner Mutter Maria und dem Apostel Johannes. Rechts und links vom Altar stehen weiße Statuen aus Terracotta von Harlindis (links) und Relindis (rechts). Die Statue der Harlindis ist am Sockel mit B. Schillemans, Anvers/Antwerp 1851 signiert.

## Das Rosenwunder-Fenster

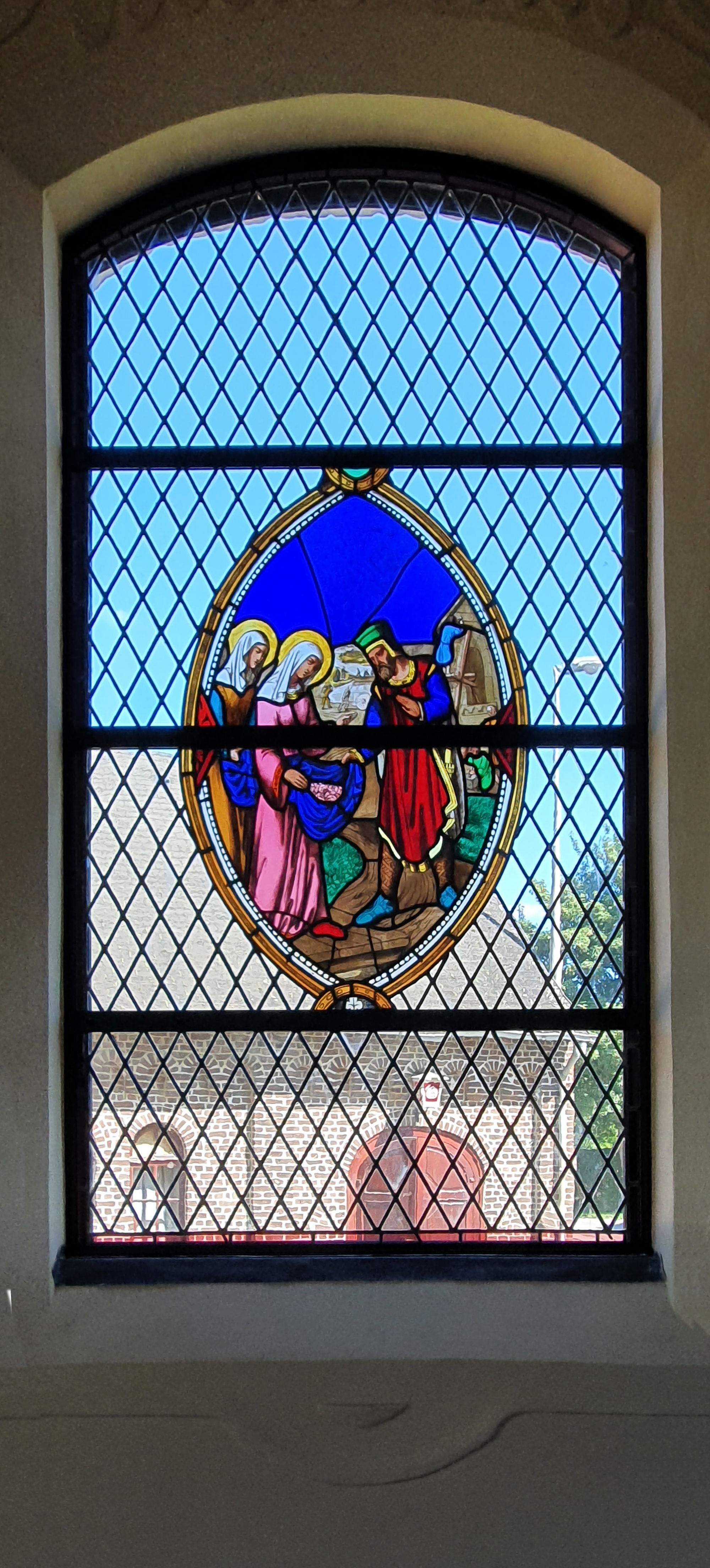
Fenster mit der Darstellung des Rosenwunders

Die Geschichte des heutigen Maaseik beginnt mit der Gründung der Abtei in Aldeneik (ca. 730 oder schon 721) (niederländisch Abdij van Aldeneik), das damals Eike genannt wurde. Die Gründung der Abtei geht auf den Wunsch der beiden Schwestern Herlindis und Relindis zurück, ins Kloster zu gehen. Ihr Vater Adalardus, ein fränkischer Adliger, und ihre Mutter Grinara ließen daraufhin hier eine Kirche und ein Kloster bauen. Beim Bau halfen die beiden Schwestern mit. Um den Boden der Kirche mit Mosaiken zu gestalten, sammelten sie in der Maas Kieselsteine in ihren Schürzen. Ihr Vater mochte nicht, dass sie schwere und mindere Arbeit verrichteten. Auf die Frage des Vaters, was sie da Schweres mit großer Mühe tragen würden, antworteten sie: „Nur Rosen, Vater!“ Und als sie den Inhalt ihrer Schürzen zeigten, waren da wirklich nur Rosen.
Von Nordwesten nach Südwesten werden folgende Szenen gezeigt:
- der Tod der heiligen Harlindis,
- das Wunder der Rosen,
- die Anbetung der heiligen Jungfrauen,
- das Kerzenwunder,
- die guten Werke der Heiligen Harlindis und Relindis,
- die Ordination der Schwestern.

Herlindis wurde die erste Äbtissin des Klosters, nach ihrem Tod wurde es Relindis. Das Kloster wurde 1571 aufgegeben und nicht wieder belebt. Patronin der Klosterkirche war anfangs die Gottesmutter Maria, später wurde sie unter den Schutz Marias und des Apostels Petrus gestellt und heute ist die heilige Anna, die Mutter Marias, ihre Patronin, nach der sie Sint-Annakerk heißt. Von der ursprünglichen Kirche sind einige wenige Teile erhalten.